# Groenveld (Noord-Holland)
Groenveld is een dorp in de gemeente Schagen, in de provincie Noord-Holland. Groenveld ligt tussen Valkkoog en Dirkshorn in. Het dorp heeft ongeveer 175 inwoners.
Het dorp Groenveld bestaat uit vier straten: De Groenveldsdijk, Sluiswegje, Valkkogerweg en de Groenvelderweg. De grootste afstand in het dorp (van eind tot eind) is 603 meter. Groenveld ligt 50 tot 100 centimeter hoger dan het omringende landschap. Dit komt mede door de opeenvolgende bewonings- en cultuurlagen die door de eeuwen heen geleidelijk voor ophoging zorgden. De natuurlijke bodem bestaat vooral uit lagen kleiig zand die in het holoceen door de zee zijn afgezet.

## Geschiedenis
In 1478 is er al over 'Groenvelt' geschreven; bestuurlijk hoorde het bij Sint Maarten. Groenveld ligt te midden van polders, onder andere de Groenveld- de Westerend- en de Ringpolder.
De meeste huizen in Groenveld zijn gebouwd tussen 1900 en 1940. In de jaren 1970 kwam er nog wat nieuwbouw. Het westelijk deel van Groenveld is het oudst. Hier vindt men de oudste huizen en landschappelijke inrichtingen, zoals een oude gegraven sloot waar zich vroeger een kleine sluis in bevond. De meeste huizen hier dateren uit de 19e en 20e eeuw.

## Bedrijvigheid

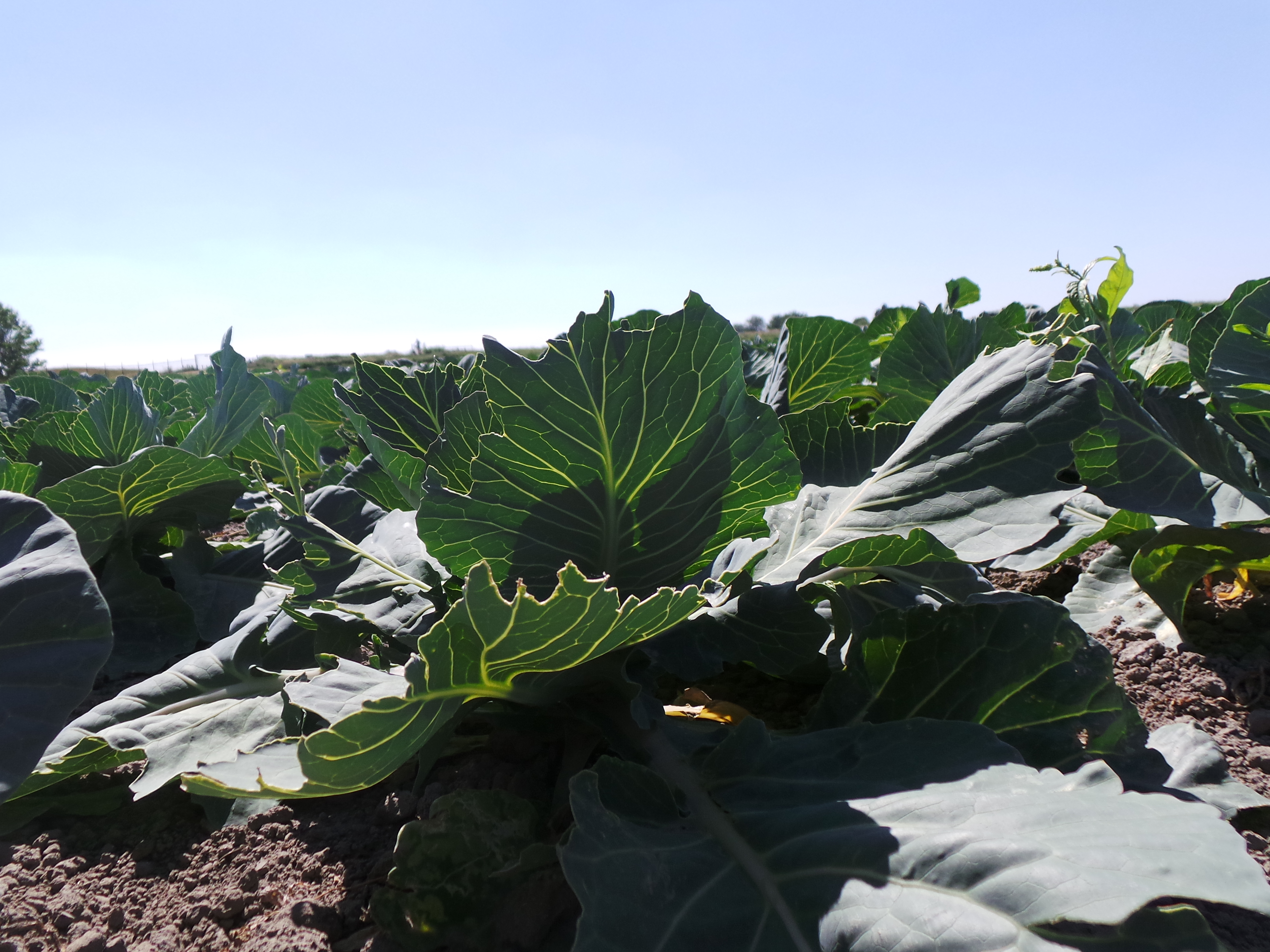
Koolverbouw rond Groenveld

Van oudsher waren de bewoners actief in de agrarische sector; de meesten zijn afkomstig uit andere streken. In Groenveld vindt men bollentelers (tulpen, irissen, gladiolen), (poot)aardappeltelers en groentetelers. De laatste veehouder is er in 1989 mee gestopt.

## Molen

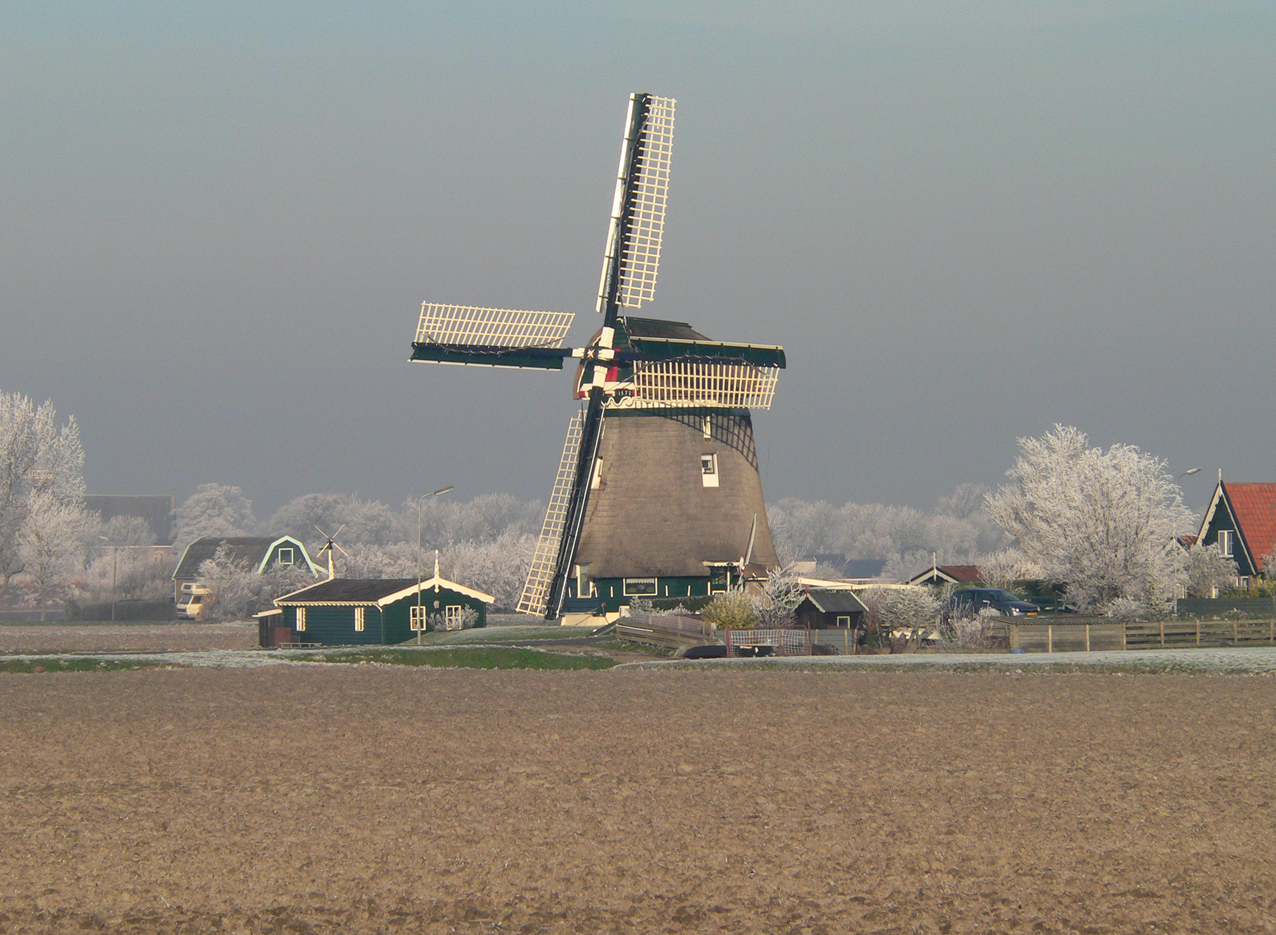
De molen van Groenveld

De Groenvelder is een rond 1560 gebouwde poldermolen met een eikenhouten achtkant. De molen is een zogenaamde grondzeiler. Hij bemaalt de polder Valkkoog, die ten tijde van de oprichting ca. 497 ha. groot was. Het gevlucht van De Groenvelder is uitgerust met fokken en uitneembare borden volgens het systeem Fauël op beide roeden. Rond 1842 werd het scheprad in de molen vervangen door een vijzel, waardoor het water hoger kon worden opgevoerd. Deze stalen vijzel is in de jaren 50 van de twintigste eeuw verlengd in verband met het lagere polderpeil. De Groenvelder is eigendom van het Hoogheemraadschap Hollands Noorderkwartier.